# Лорд Дарнли
Лорд Дарнли (англ. Lord Darnley) — дворянский титул, несколько раз создававшийся в системе пэрства Шотландии. Его носители были лордами парламента. Название титула связано с поместьем Дарнли, которое было центром шотландской баронии, находившейся во владении одной из ветвей шотландского рода Стюартов — Стюартов из Дарнли. Титул создавался дважды. В 1581 году был создан новый титул — «граф Дарнли».

## История
Изначально титул был связан с одной из ветвей шотландского рода — Стюартов — Стюартов из Дарнли, которая ведёт начало от Алана Стюарта (убит 19 июля 1333), второго сына Джона Стюарта из Бонкиля. Стюарты из Дарнли владели поместьем Дарнли в Ренфрушире. Старший сын Алана, Джон Стюарт, в 1356 году получил от своего родственника, стюарда Шотландии Роберта (будущего короля Шотландии под именем «Роберт II») титул барона Дарнли. Поскольку двое его сыновей умерли раньше отца, владения и титул унаследовал брат Александр Стюарт из Дарнли. Потомок Александра, Джон Стюарт, был одним из придворных короля Якова II, участвовавших в убийстве 22 февраля 1452 года в замке Стерлинг графа Уильяма Дугласа. В том же году он стал лордом парламента с титулом «лорд Дарнли», что, вероятно, было наградой за поддержку короля во время политического кризиса. На протяжении всей жизни стремлением Джона было получить графство Леннокс или его часть, поскольку он был внуком Элизабет Леннокс, одной из дочерей Дункана, графа Леннокса, которое после смерти не оставившей наследников графини Изабеллы осталось без правителя. Но только в 1473 году король Яков III признал за ним титул графа Леннокса, однако в 1476 году король это пожалование отменил. Только после гибели Якова III во время восстания, в котором Джон вместе с наследником Мэтью принимал активное участие, он смог вновь получить титул графа Леннокса. В 1512 году король Яков IV подтвердил, что Мэтью Стюарт, наследник Джона, имеет право на наследственное владение всем графством Леннокс. Титул же «лорд Дарнли» стал второстепенным и использоваться наследниками графов Леннокс в качестве титула учтивости. В частности, как «лорд Дарнли» большую часть жизни был известен Генри Стюарт, сын Мэтью Стюарта, 4-го графа Леннокса, который в 1565 году стал мужем королевы Шотландии Марии Стюарт.
В 1545 году шотландский парламент конфисковал все владения и титулы 4-го графа Леннокса, который эмигрировал в Англию. Однако в 1564 году королева Мария восстановила его во всех правах. После убийства в 1467 году Генри, лорда Дарнли, в Шотландии началась гражданская война. Королева Мария, обвинённая в соучастии в убийстве мужа, была свергнута и бежала в Англию, а королём был провозглашён родившийся в 1566 году Яков VI, сын Марии и Генри. Регентом при нём стал дед, Мэтью, 4-й граф Леннокс, но в 1471 году он был смертельно ранен и вскоре умер. Поскольку его наследником был Яков VI, все поместья и титулы были присоединены к владениям Шотландской короны.
В тот период, когда владения и титулы Мэтью Стюарта, 4-го графа Леннокса были конфискован, не позже 7 февраля 1563 года (возможно, в 1562 году) титул лорда Дарнли был создан для Джона Стюарта, незаконнорождённого сына короля Шотландии Якова V. После его смерти титул унаследовал малолетний сын Фрэнсис, однако после реабилитации графа Леннокса Дарнли был ему возвращены, а юноый Френсис в качестве компенсации получил конфискованные у графа Хантли титулы лорда Баденоха и Лохамебру, которые, впрочем, вскоре вернулись к восстановленному в правах новому графу Хантли. Позже Фрэнсису были пожалованы титулы лорда Хейлза и Крайтона, а затем — граф Ботвелла. Однако за участие в заговорах против короля Якова VI в 1595 году все его владения и титулы были конфискованы, а сам он отправился в изгнание.
Последующие графы Леннокс владели поместьем Дарнли. А в 1581 году был создан титул «граф Дарнли», который носили герцоги Леннокс — Эсме Стюарт, 1-й герцог Леннокс и его потомки.

## Лорды Дарнли
Бароны Дарнли
- 1356—1369: Джон Стюарт из Крукстона и Дарнли (умер до 15 января 1369), барон Дарнли с 1356 года[1][10].
- 1369—1374: Александр Стюарт из Дарнли (умер 26 августа 1374), барон Дарнли с 1389 года, брат предыдущего[1][11].
- 1374—1404: Александр Стюарт из Дарнли (умер 26 августа 1374), барон Дарнли с 1374 года, сын предыдущего[1][12].
- 1404—1429: Джон Стюарт из Дарнли (около 1380 — 12 февраля 1429), барон Дарнли с 1404 года, сеньор де Конкрессо с 1421 года, сеньор д’Обиньи с 1423 года, граф д’Эврё с 1428 года, констебль шотландских войск во Франции с 1420 года, сын предыдущего[1][13][14].
- 1429—1439: Алан Стюарт из Дарнли (около 1380 — 12 февраля 1429), барон Дарнли с 1429 года, сеньор де Конкрессо и д’Обиньи в 1429—1437 годах, констебль шотландских войск во Франции в 1429—1437 годах, сын предыдущего[1][15].

Лорды Дарнли (креация 1452 года)
- 1452—1495: Джон Стюарт (1424/1429 — 31 августа/11 сентября 1495), барон Дарнли с 1439 года, 1-й лорд Дарнли с 1452 года, 1-й граф Леннокс в 1473—1476 и 1488—1495 годах[1][2][16].
- 1495—1513: Мэтью Стюарт ( 1460/1470 — 9 сентября 1513), 2-й граф Леннокс и 2-й лорд Дарнли с 1495 года, сын предыдущего[1][3][17].
- 1513—1526: Джон Стюарт (около 1490 — 4 сентября 1526), 3-й граф Леннокс и 3-й лорд Дарнли с 1513 года, сын предыдущего[1][18][19].
- 1526—1545, 1564—1571: Мэтью Стюарт (21 сентября 1516 — 4 сентября 1571), 4-й граф Леннокс и 4-й лорд Дарнли с 1513 года, регент Шотландии с 1570 года, сын предыдущего; в 1545 году все его шотландские владения и титулы были конфискованы, но в 1564 году возвращены[1][5][20].
  - Генри Стюарт (7 декабря 1545 — 10 февраля 1567), лорд Дарнли (титул учтивости), герцог Олбани, граф Росс и лорд Ардманнох с 1565 года, король Шотландии с 1565 года (как супруг королевы Марии Стюарт), сын предыдущего[1][4][21].

Лорды Дарнли (креация 1562 года)
- 1562—1563: Джон Стюарт (около 1531 — до 30 октября 1563), приор Колдингема, 1-й лорд Дарнли с 1562 года, незаконнорождённый сын короля Шотландии Якова V[6][7].
- 1563—1564: Фрэнсис Стюарт (декабрь 1562 — 1612), 2-й лорд Дарнли в 1563—1564 годах, лорд Баденох и Лохабер в 1564—1565, лорд Хейлз и Крайтон в 1575—1595 годах, граф Ботвелл в 1577—1595 годах, сын предыдущего[22][8].